# اورال آتوموتیو
اورال آتوموتیو (انگلیسی: Ural Automotive) شرکت خودروسازی روسی است، که در سال ۱۹۴۱ تأسیس شد.